# Jo Anne van Tilburg
Jo Anne van Tilburg es una arqueóloga estadounidense conocida por su investigación sobre las estatuas de la Isla de Pascua (Rapa Nui). Su especialidad principal es el arte rupestre. 

## Biografía
Van Tilburg nació en Minneapolis, Minnesota y se graduó de la Universidad de Minnesota en 1965, recibiendo su Ph.D. de la Universidad de California en Los Ángeles en 1986. Actualmente es investigadora asociada del Instituto de Arqueología Cotsen de la UCLA y directora del archivo de arte rupestre de la UCLA.
Van Tilburg dirige "Captured Visions", un galardonado proyecto de grabación de arte rupestre en la Gran Cuenca. Otros proyectos en los que participa Van Tilburg incluyen la administración de un pequeño programa de subvenciones, capacitación en métodos de campo y la creación de prototipos de proyectos de almacenamiento digital para colecciones especiales. 
Van Tilburg también es directora del Easter Island Statue Project (Proyecto de Estatuas de la Isla de Pascua). Ha realizado trabajo de campo estacional en el Pacífico desde 1982, incluyendo la República de Palau y en la Isla de Pascua. Es considerada como una de las principales expertas mundiales en estatuas de Isla de Pascua, y ha trabajado en estrecha colaboración con la comunidad de Isla de Pascua para inventariar, describir y catalogar casi 900 estatuas. Ha producido un análisis tipológico y clasificación del cuerpo de la estatua que es una ayuda significativa para los estudios cronológicos. Ha realizado extensos estudios de archivos y museos en todo el mundo y, desde 1995, ha investigado la vida de la arqueóloga eduardiana Katherine Routledge, la primera mujer (en compañía de su esposo y colega antropólogo William Scoresby Routledge), que llevó a cabo trabajos de campo en la Isla de Pascua y en el Pacífico. Van Tilburg escribió una biografía de Routledge titulada Among Stone Giants: The Life of Katherine Routledge and Her Remarkable Expedition to Easter Island .
En 1998 completó un proyecto de arqueología experimental para hacer y mover una estatua réplica en la Isla de Pascua. WGBH Boston produjo una película documental y un sitio web para Nova. 
En 1989, Van Tilburg fundó el Rapa Nui Outrigger Club (RNOC) como un club deportivo y parte integral de Kahu Kahu O Hera, una asociación de artesanos, ancianos y otros en la Isla de Pascua.

## Publicaciones
- Van Tilburg, Jo Anne (1992). HMS Topaze on Easter Island: Hoa Hakananai'a and Five Other Museum Sculptures in Archaeological Context. Occasional Papers 73. London: British Museum Press.
- Van Tilburg, Jo Anne (2003). Among Stone Giants: The Life of Katherine Routledge and Her Remarkable Expedition to Easter Island. New York: Scribner's. ISBN 0-7432-4480-X.  Van Tilburg, Jo Anne (2003). Among Stone Giants: The Life of Katherine Routledge and Her Remarkable Expedition to Easter Island. New York: Scribner's. ISBN 0-7432-4480-X.  Van Tilburg, Jo Anne (2003). Among Stone Giants: The Life of Katherine Routledge and Her Remarkable Expedition to Easter Island. New York: Scribner's. ISBN 0-7432-4480-X.
- Van Tilburg, Jo Anne (2004). Hoa Hakananai’a. Objects in Focus. London: British Museum Press. ISBN 978-0714150246.  Van Tilburg, Jo Anne (2004). Hoa Hakananai’a. Objects in Focus. London: British Museum Press. ISBN 978-0714150246.  Van Tilburg, Jo Anne (2004). Hoa Hakananai’a. Objects in Focus. London: British Museum Press. ISBN 978-0714150246.
- Van Tilburg, Jo Anne (2006). Remote Possibilities: Hoa Hakananai’a and HMS Topaze on Rapa Nui. British Museum Research Papers 158. London: British Museum Press. ISBN 978-0861591589.  Van Tilburg, Jo Anne (2006). Remote Possibilities: Hoa Hakananai’a and HMS Topaze on Rapa Nui. British Museum Research Papers 158. London: British Museum Press. ISBN 978-0861591589.  Van Tilburg, Jo Anne (2006). Remote Possibilities: Hoa Hakananai’a and HMS Topaze on Rapa Nui. British Museum Research Papers 158. London: British Museum Press. ISBN 978-0861591589.